# Podgora pri Ložu
Podgora pri Ložu – wieś w Słowenii, w gminie Loška dolina. W 2018 roku liczyła 113 mieszkańców.